# Peter Pernusch
Peter Pernusch (* 28. September 1958) ist ein früherer österreichischer Bogenbiathlet und derzeitiger Speedskater.
Peter Pernusch gehörte zu Beginn der Weltklasse im Bogenbiathlon an. Bei den Europameisterschaften 2001 in Pokljuka gewann er dem Italiener Alberto Peracino und Andrei Markow die Bronzemedaille im Sprintrennen. Beim Top-15-Wettkampf, den die International Biathlon Union 2001 als Vorführveranstaltung organisiert hatte, nachdem sie den Sport von der Fédération Internationale de Tir à l’Arc übernommen hatte, wurde er im Massenstartrennen Siebter. Im Laufe des Jahrzehnts wechselte er zum Speedskating und gehört dort der erweiterten österreichischen Leistungsklasse an.